# Дитриксон, Олаф
Олаф Кристиан Дитриксон (норв. Oluf Christian Dietrichson; 3 мая 1856 — 20 февраля 1942) — норвежский полярный исследователь, путешественник-исследователь и врач.

## Биография
Олаф Кристиан Дитриксон родился в семье местного врача в муниципалитете Скогне (ныне Левангер, Норвегия). Повзрослев, Олаф также, как и его отец, стал врачом в Левангере. Несмотря на это, он запомнился людям, как талантливый спорстмен. Олаф занимался лыжным и велосипедными видами спорта. В 1885 году Олаф стал председателем велосипедного клуба в Тронхейме. В 1887 году он также принял участие в гонке на велосипедах в Дании. В то же время Олаф, помимо спорта, занимался военным образованием.
В 1888 году 32-летний Олаф, находясь в звании премьер-капитана норвежской армии, отправил письмо исследователю Нансену Фритьофу с просьбой присоединиться к экспедиции, ссылаясь на свои успехи в сфере лыжного спорта. В то же время, лейтенант Хенрик Ангелл также запросил Нансена взять его в экспедицию. Исследователю пришлось сделать выбор, и в итоге Нансен взял с собой Олафа.
В экспедиции Олаф запомнился как общительный человек. Во время опасной для жизни участников попытки достичь восточного берега Гренландии, продвигаясь через льды, Олаф ненадолго замкнулся в себе. После того как экспедиция всё же достигла берега, выяснялось, что Олаф страдает от табачной зависимости вместе с Сэмюэлем Балто, Отто Свердрупом и Кристианом Кристиансеном. По совету Балто, участникам пришлось экономить количество табака, и в качестве замены жевать смолу. Помимо этой проблемы, у Дитриксона были жалобы и на неровную поверхность Гренландии, из-за которой невозможно было нормально передвигаться. По достижении Готхаба Олаф писал мемуары о местном населении, в которых выражал свою неприязнь к упоминаемым.
30 мая 1889 года экспедиция закончилась. Олаф, как и остальные участники экспедиции, был тепло принят. Там же Дитриксон узнал, что Кристиансен и Свердруп родом из Левангера, как и сам Олаф. После Гренландской экспедиции Дитриксона повысили в звании до чина капитана. Он продолжал служить в норвежской армии и был назначен в 1918 году генерал-майором и командующим в Кристиансанне. В 1936 году Дитрихсон стал первым почетным членом Норвежского полярного клуба, основанного в 1933 году.
Во время Второй мировой войны Олаф всё ещё находился в Кристиансанне. Асбьёрн Экло писал, что Олаф мог быть арестован, так как ещё находился в чине генерала-майора и служил в армии. Немецкие офицеры, зная о деятельности Олафа, из уважения к старому генералу, не оправдали опасений Асбьёрна.
Генерал-майор Олаф Кристиан Дитриксон умер 20 февраля 1942 года в Тронхейме.

## Галерея

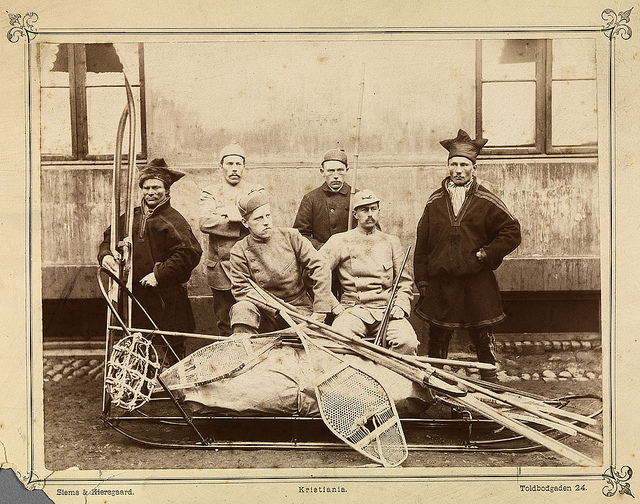
Дитриксон(справа от Фритьофа Нансена на первом плане) во время экспедиции
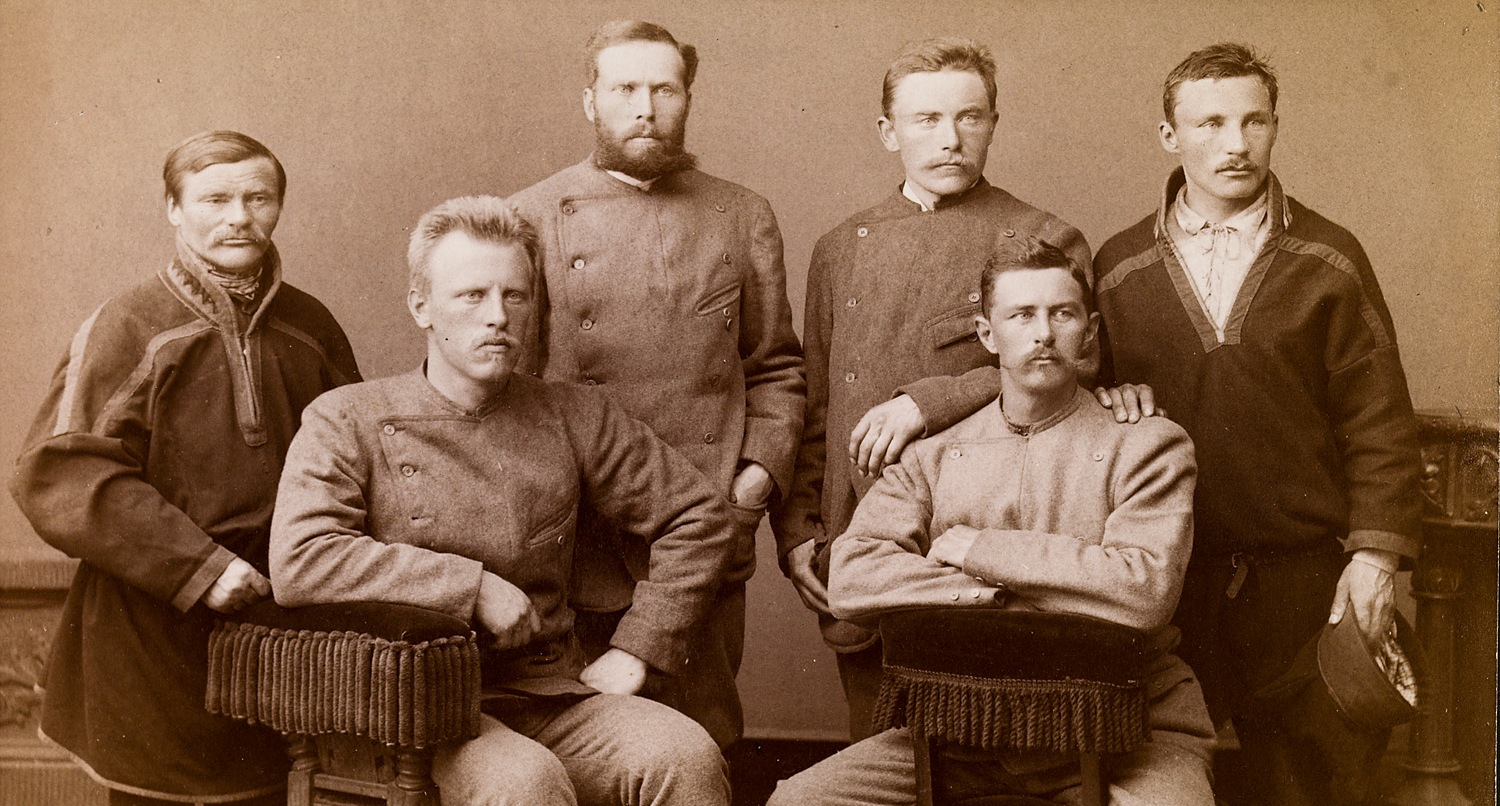
Дитриксон (сидящий, справа на первом плане) со всеми участниками экспедиции
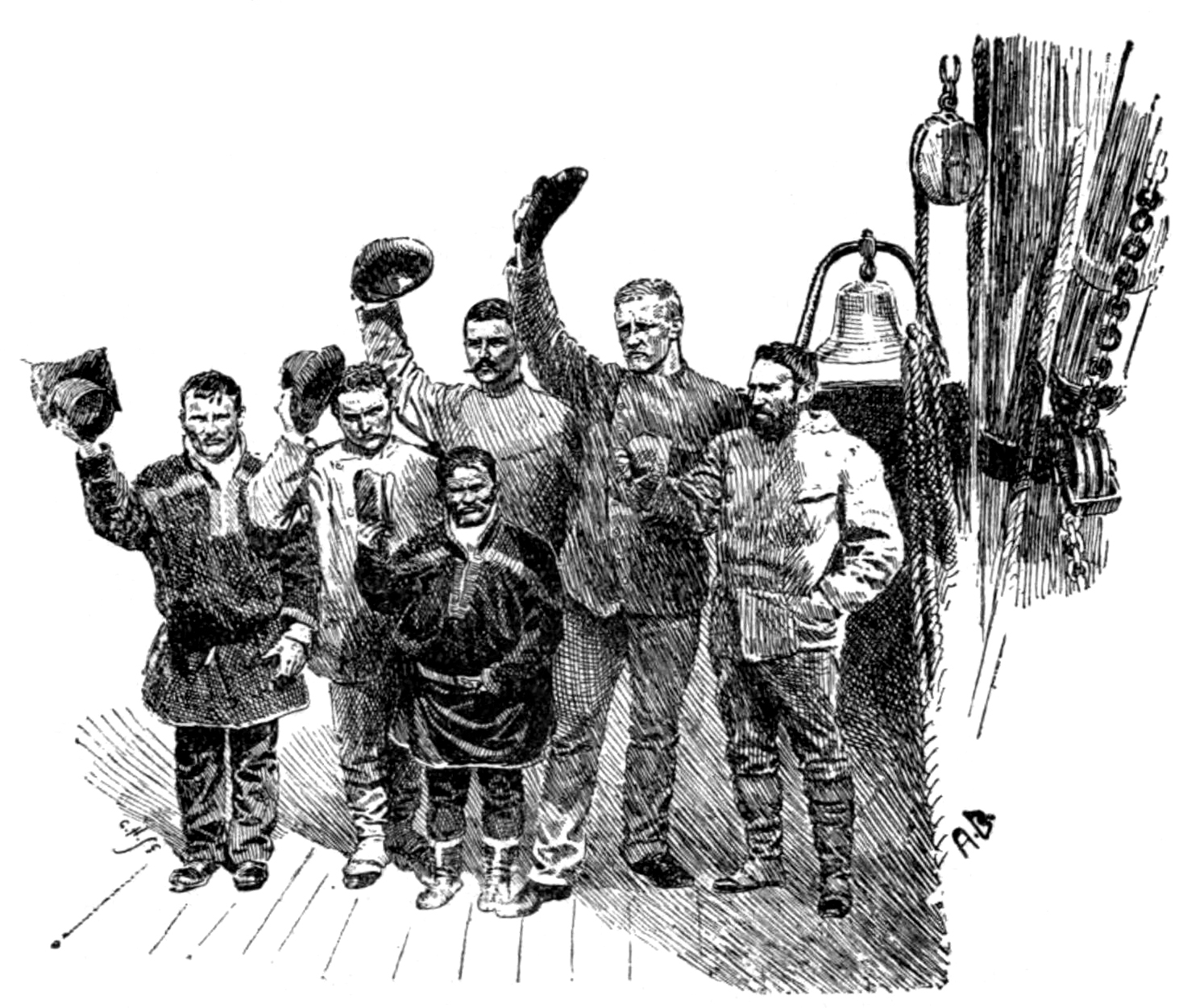
Дитриксон (по середине на втором плане между Кристиансеном и Нансеном) во время возвращения из экспедиции

## Интересные факты
- Он был дядей лейтенанта Лейфа Рагнара Дитриксона, знакомого с Руалем Амундсеном с 1924 года, а также принимавшего участие в его поисках в 1928 году.